# 我与地坛
《我与地坛》是中国作家史铁生的抒情散文，首次发表于1991年1月的《上海文学》杂志。该文第一和第二部分被收入人民教育出版社的高中一年级教材中。

## 概要

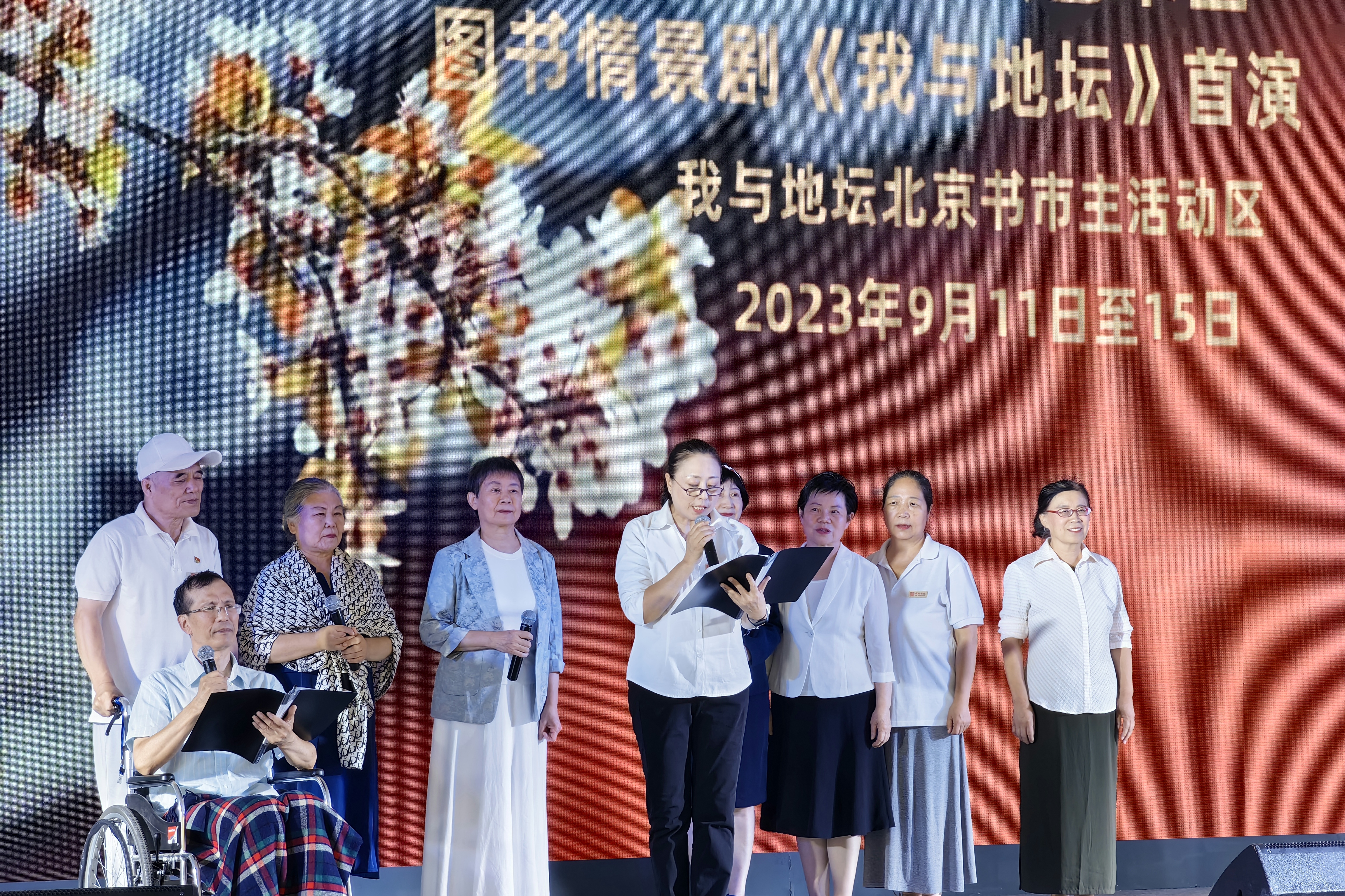
图书情景剧《我与地坛》

- 《我与地坛》讲述了作者与地坛之间发生的种种故事。

## 散文集
中国社会科学出版社、人民文学出版社、山东画报出版社等出版社先后出版了以“我与地坛”为名的史铁生散文集，除了均收录该篇散文外，各散文集所收录的作者其他散文有所差异。